# 梅木謙一
梅木 謙一（うめき けんいち、1988年11月10日 - ）は、日本のプロ野球審判員。日本野球機構審判部・関西支局所属。審判員袖番号は19（2015年までは58）。

## 略歴
京都成章高校、関西大学を経て、2011年2月1日入局。その後二軍の試合で経験を積んだ。2014年にファーム優秀審判員賞を受賞した。2015年9月26日、オリックス・バファローズ対北海道日本ハムファイターズ24回戦 (京セラドーム大阪) 、にて二塁塁審で一軍公式戦初出場を果たした。その後も経験を積み2020年、ファインジャッジ賞を受賞。
2023年、同期入局の須山祐多と共にオールスター初出場。

## 表彰
- ウエスタン・リーグ優秀審判員：1回（2014年）
- ファインジャッジ賞 ：1回 (2020年)

（記録は2022年シーズン終了時）